# Duthiella wallichii
Duthiella wallichii là một loài Rêu trong họ Leskeaceae. Loài này được (Mitt.) Müll. Hal. mô tả khoa học đầu tiên năm 1908.